# Looking for Jack
Looking for Jack è il primo album in studio da solista del cantante australiano Colin Hay, pubblicato nel 1987.

## Tracce
1. Hold Me – 4:09
2. Can I Hold You? – 3:35
3. Looking for Jack – 4:10
4. Master of Crime – 4:57
5. These Are Our Finest Days – 4:07
6. Puerto Rico – 4:28
7. Ways of the World – 4:05
8. I Don't Need You Anymore – 3:04
9. Circles Erratica – 4:02
10. Fisherman's Friend – 5:31